# محسن أباد (فريمان)
محسن‌ أباد (بالفارسية: محسن‌آباد) هي قرية تقع في قسم سنغ بست الريفي في إيران. يقدر عدد سكانها بـ 145 نسمة .